# Ardabil
Ardabil este un oraș din Iran.